# Невенка
Невенка је женско име словенског порекла. Настала је из имена Невена са истим значењем, из корена речи невен. Представља израз родитељске жеље, да дете буде лепо, нежно и префињено, да живи дуго, да никада не увене. Мушка варијанта овог имена је Невенко.